# Macrocera howletti
Macrocera howletti är en tvåvingeart som beskrevs av Marshall 1896. Macrocera howletti ingår i släktet Macrocera och familjen platthornsmyggor. Inga underarter finns listade i Catalogue of Life.